# Église Saint-Denis-de-la-Croix-Rousse de Lyon
Pour les articles homonymes, voir église Saint-Denis.
L'église Saint-Denis-de-la-Croix-Rousse de Lyon est une église située dans la rue Hénon, dans le quartier de la Croix-Rousse à Lyon, dans la région Auvergne-Rhône-Alpes.

## Histoire

### Saint-Denis de la Croix-Rousse, histoire d’une église et d’une paroisse
L'histoire de l'église tel que narrée dans Saint-Denis de la Croix-Rousse, histoire d’une église et d’une paroisse par Max Bobichon :

« Si l'on reprend un plan de 1550 on voit très bien cette croix rousse à l'intersection de la Montée de la Boucle et de la Grande Rue, croix qui donne son nom à un quartier situé en dehors des remparts de Lyon. Pour arriver à Lyon, les voyageurs venant d'Allemagne, d'Alsace, de la Dombe, empruntaient cette Grande Rue et ils devaient attendre l'ouverture des remparts le matin pour entrer dans la ville. Le long de cette rue existaient donc des échoppes et des hôtelleries qui permettaient aux voyageurs de se restaurer et de se reposer, eux et leurs montures.
Ainsi, tout au long de cette artère qui guide les voyageurs vers Lyon, ce sont une soixantaine de foyers, représentant 370 habitants, et 113 maisons de campagne de Lyonnais qui existent en 1694.
En 1623, les religieux de l'ordre des Augustins déchaussés décidèrent de fonder une maison à Lyon et leur prospection les mena à la Croix Rousse où les Échevins de Lyon leur accordèrent la permission de s'installer en 1624.
En 1628, Denys de Marquemont, archevêque de Lyon, demande plus ou moins explicitement que la future église qui sera construite à la Croix Rousse soit dédiée à Saint Denis apôtre de France.
En 1629, enfin, après de longues années de recherche d'argent, grâce à des dons et à la suite d'une nouvelle autorisation, les Augustins posent la première pierre de la future église.
L'église fut détruite à la Révolution et les Augustins chassés : leurs immeubles furent vendus comme biens nationaux, dont l'actuel 100 rue Hénon. 
Après la Révolution, on rend ce qu'il reste de l'église au culte. Le cardinal Fesch, oncle de Bonaparte, est installé dans la cathédrale Saint-Jean le 2 janvier 1803, et l'église Saint-Denis retrouve son nom et sa destination paroissiale. Mais les Augustins ne sont plus là pour présider à la liesse générale.
Le premier curé de Saint Denis est Jean-Matthieu Chazette qui dresse un état des lieux de l'église et entreprend sa restauration et son embellissement pendant la Monarchie de Juillet, à partir de 1830, sous la direction de l'architecte Antoine-Marie Chenavard, avec une façade dans un style d'inspiration baroque austère et sans faste, et une architecture intérieure de style néo-roman, qui fut par la suite décorée à la byzantine. On perce le bas chœur, on refait la tribune, on restaure les tableaux, de nouvelles cloches sont installées, et les Confréries sont remises à l'ordre du jour.
En 1847 le chœur actuel est construit sur les dessins de Forest, successeur de Chenavard, et deux ailes sont élevées de chaque côté de l'ancienne église conventuelle, qui devient la nef centrale.La tribune fut achevée en 1848 tandis que les orgues, achetées en 1838, sont déjà installées.
Le Curé Artru (1853-1875) commanda les vitraux des nefs latérales, et fit mettre en place les deux statues de Saint Denis et Saint Joseph qui sont dans le chœur, et sortaient des ateliers de Fabisch. On dit que le premier vitrail à gauche en entrant dans l'église le représente, sous les traits de Saint Vincent de Paul. À sa mort, le 27 mai 1875, les paroissiens de saint Denis lui élevèrent un monument  dans la nef latérale gauche, où son cœur est conservé.
Zacharie Paret, son successeur,  (1875-1898) fit construire la chapelle de Notre Dame des 7 Douleurs (1891). C'est également de 1876 que datent l'ornementation du chœur et celle des deux chapelles latérales. Les plaques entre les colonnes imitent un marbre rouge veiné de blanc. Au-dessus se trouve une très belle frise peinte sur fond or. La coupole présente l'œuvre du lyonnais Auguste Perrodin, un Christ en majesté présentant en même temps qu'il le bénit le livre que lui seul peut ouvrir.  Il est entouré de Saint Paul et Saint Denis, des martyrs lyonnais, de Saint Michel. En 1885, près de l’autel, a été installée, fort judicieusement protégée des mains indiscrètes et des voleurs, la bannière des maîtres tisseurs croix-roussiens, chef-d’œuvre de broderie. »

## Intérieur de l'église

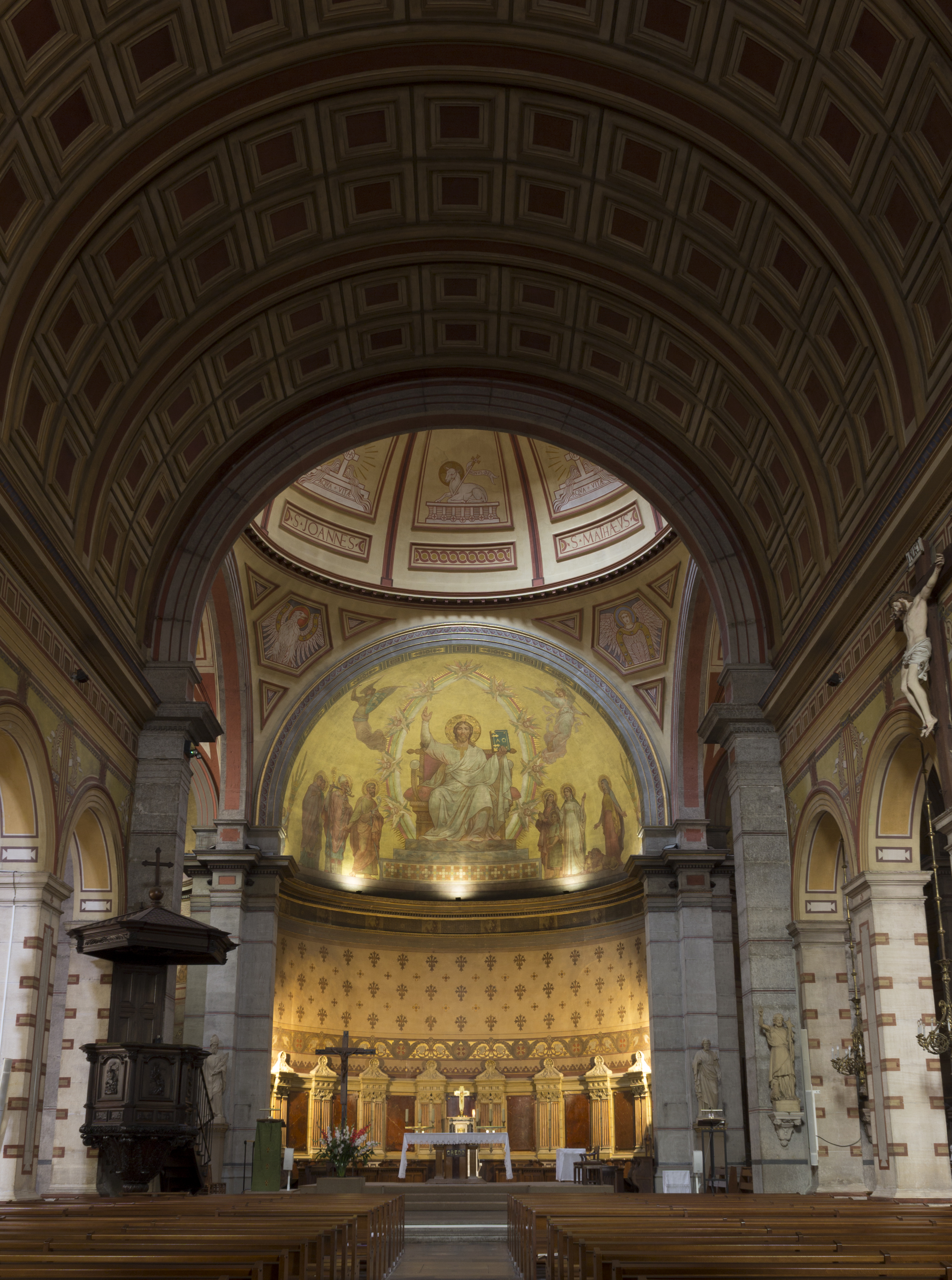
Vue intérieure de l'église.

### L'orgue de Saint-Denis
Le premier orgue de l’église Saint-Denis fut construit par le facteur lyonnais Guetton-Dangon aux alentours de 1880. C'était bien entendu un instrument d'esthétique romantique. Il avait 15 jeux répartis sur deux claviers manuels et un pédalier, et il était placé dans le choeur, suspendu à la voute. L'organiste jouait à la console située sous le buffet.
En 1936, l'orgue fut installé à la tribune ; la traction devint électrique ; le matériel sonore, sans aucune modification de timbre, fut distribué en deux corps situés de part et d'autre de la rosace centrale.
La maison Dunand de Villeurbanne construisit en 1968 un orgue neuf qui fut inauguré le 15 mai de cette même année par Joseph Reveyron, organiste titulaire de la Primatiale Saint-Jean et compositeur. L'esthétique du nouvel instrument est toute différente. La traction mécanique impose de rassembler tout l'orgue en un seul grand corps. Pratiquement toute la tuyauterie existante est ré-utilisée, mais elle est re-diapasonnée et harmonisée dans l'esprit d’un orgue du XVIIIe siècle. II fallait donc ajouter une dizaine de jeux nouveaux et en particulier toutes les mixtures, absolument inexistantes dans l’orgue primitif.
En 1981 un premier relevage a été effectué car les jeux d'anche fortement attaqués par l'oxydation nécessitaient un traitement. Ce fut également l’occasion de compléter l'instrument d'un clairon de pédale, prévu au moment de la construction.
Vingt-cinq ans plus tard, un second relevage se révélait nécessaire : la poussière s'accumulait partout, la fiabilité des moteurs de tirage de jeux devenait plus que problématique, certains tuyaux (en alliage assez mou) s'affaissaient sous leur propre poids, à cause de la canicule de 2003. Le travail a été confié aux établissements Olivier Bernard ; ce dernier avait déjà participé au relevage de 1981. Les quelque 1 800 tuyaux ont été raccordés et l'orgue peut maintenant continuer de servir la musique et la liturgie, pendant encore un bon quart de siècle.

### Le mobilier classé
Sept objets sont classés au titre d'objet dans la base Palissy :
- toile intitulée Saint Fortunat intercédant auprès de la Vierge pour la guérison d’un enfant malade[4] : ce tableau longtemps attribué à tort à Jacques Blanchard est en réalité le travail de Germain Panthot[5] ;

- un confessionnal[6] ;

- le reliquaire de saint Denis[7] ;

- toile intitulée Portrait de l'abbé Nicod[8]. L'abbé Nicod (1788-1853) était le curé de Saint-Denis en 1830, la toile a été réalisée entre 1830 et 1853 ;

- un reliquaire[9] ;

- une statue en bois du Christ souffrant[10] ;

- un chandelier pascal[11].

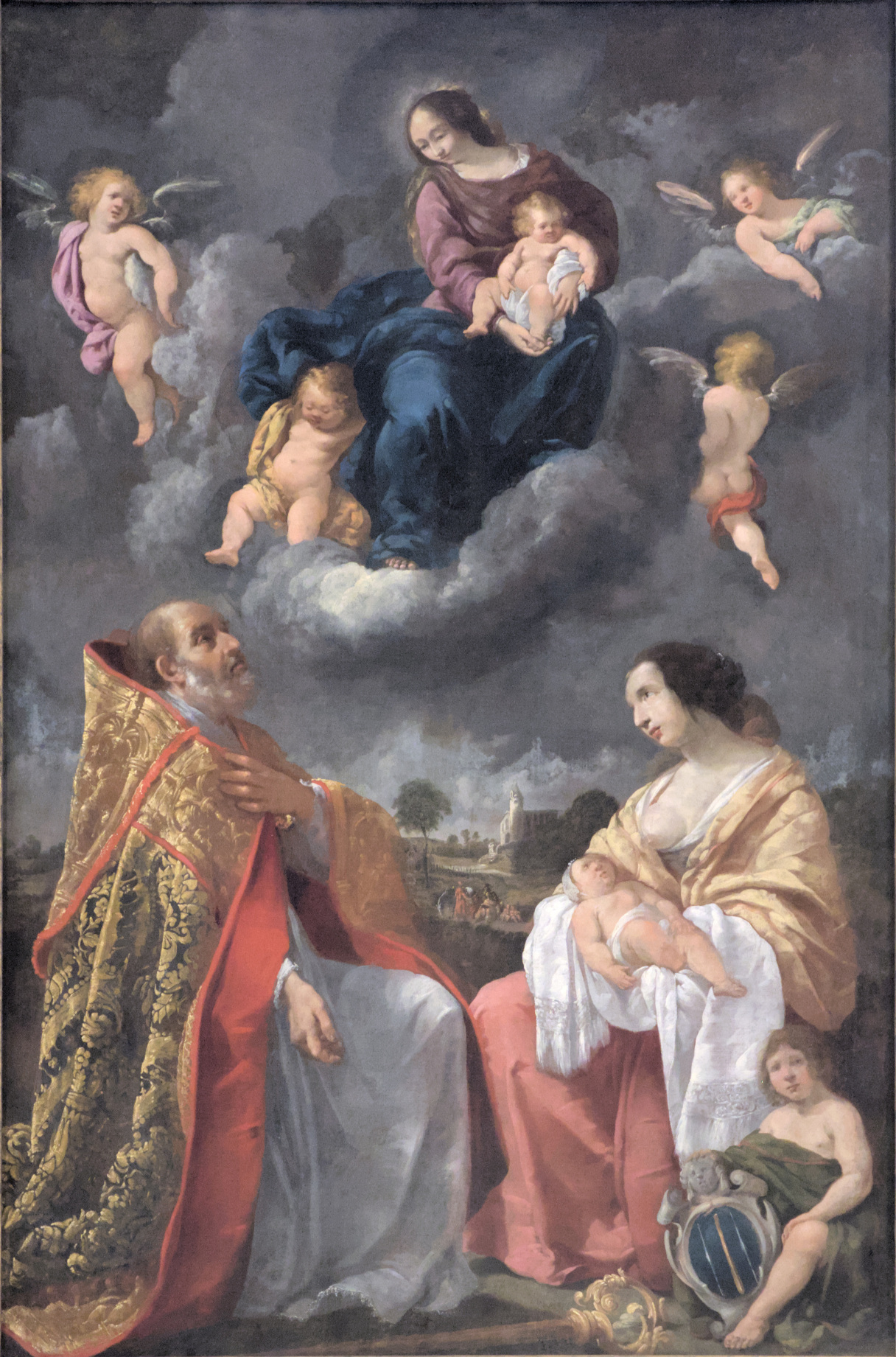
Saint Fortunat intercédant auprès de la Vierge pour la guérison d’un enfant malade (PM69000335).
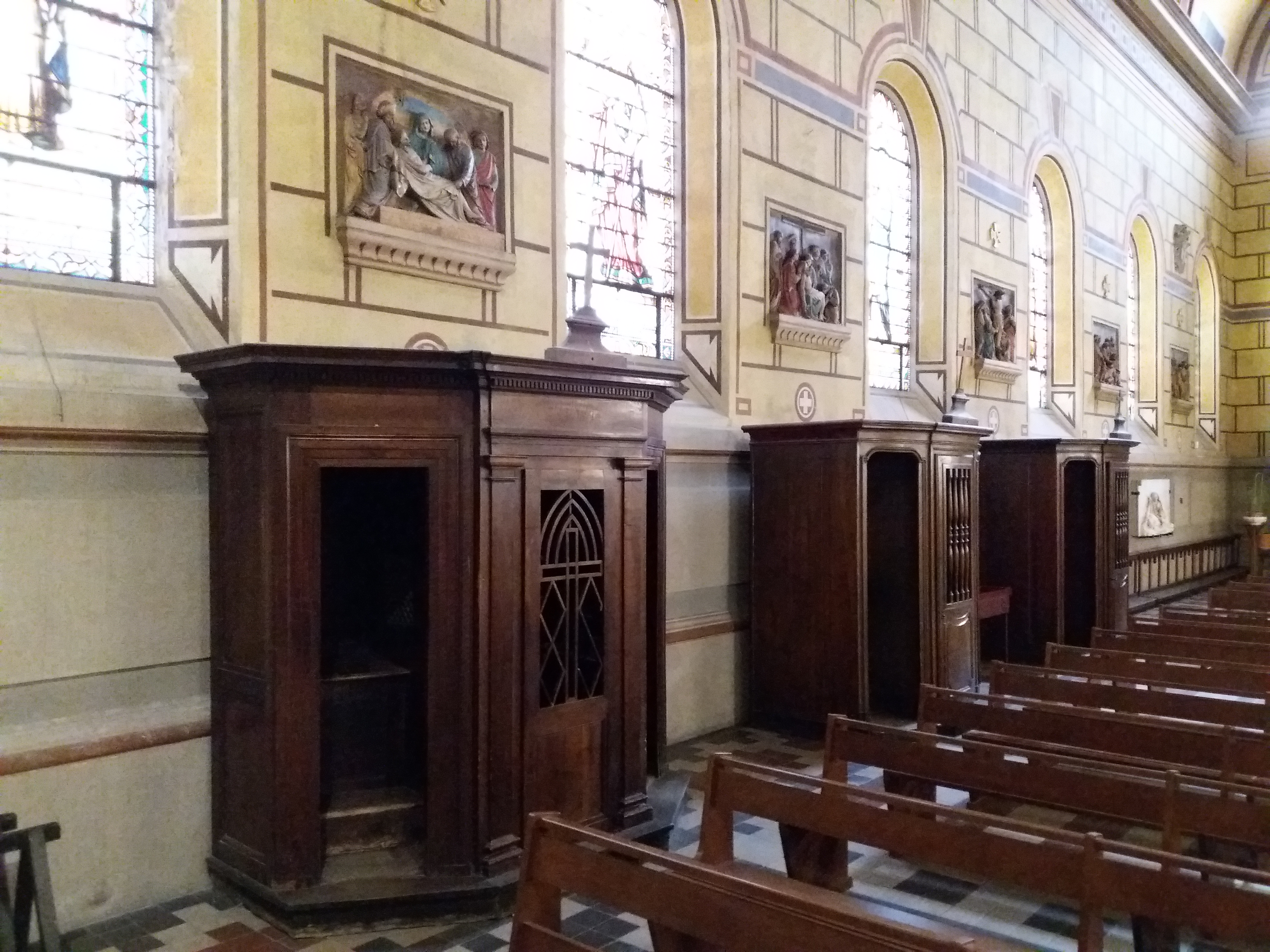
Des confessionnaux semblables en tout point au confessionnal classé (PM69001862).
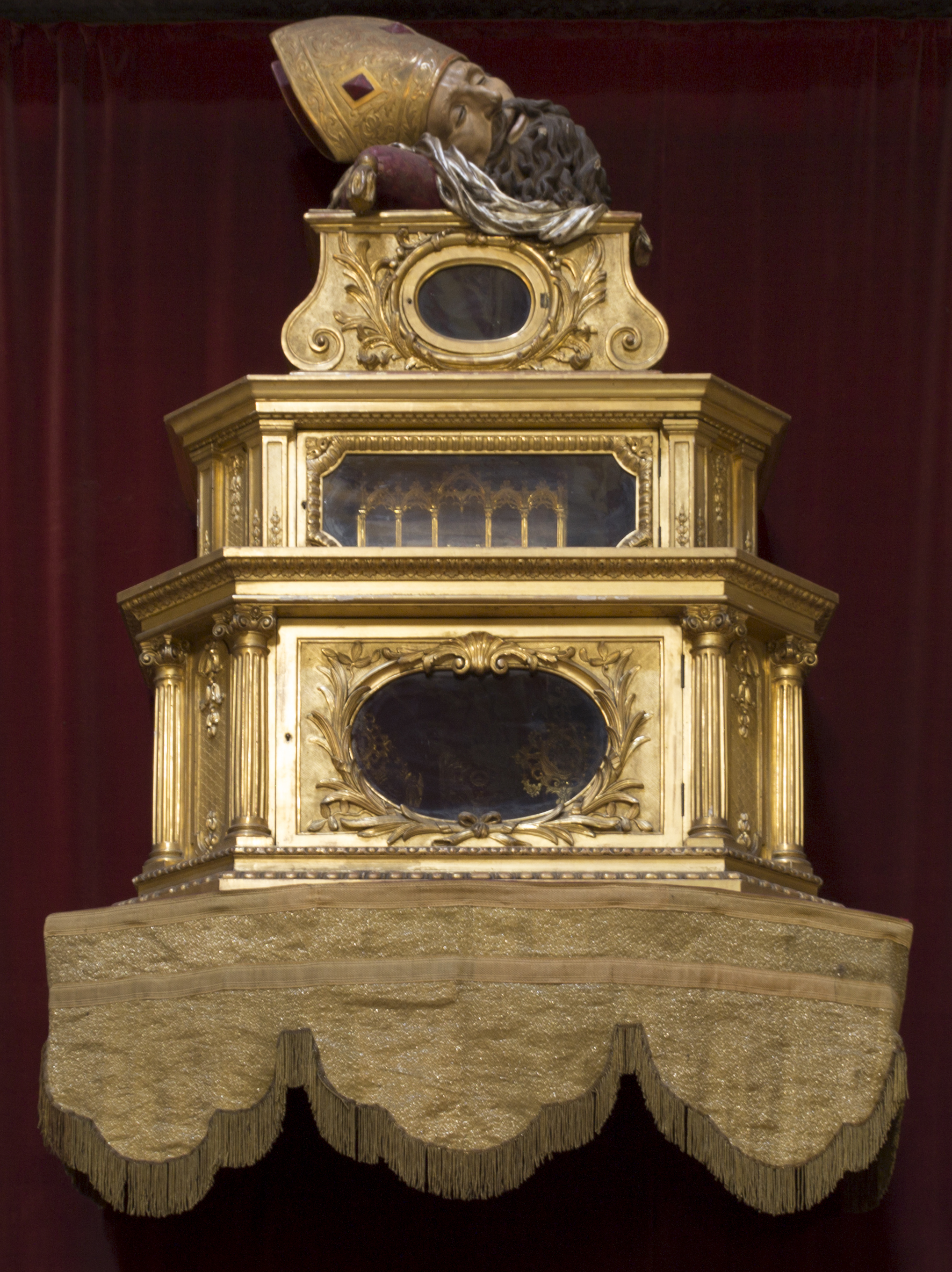
Reliquaire de saint Denis (PM69001866).
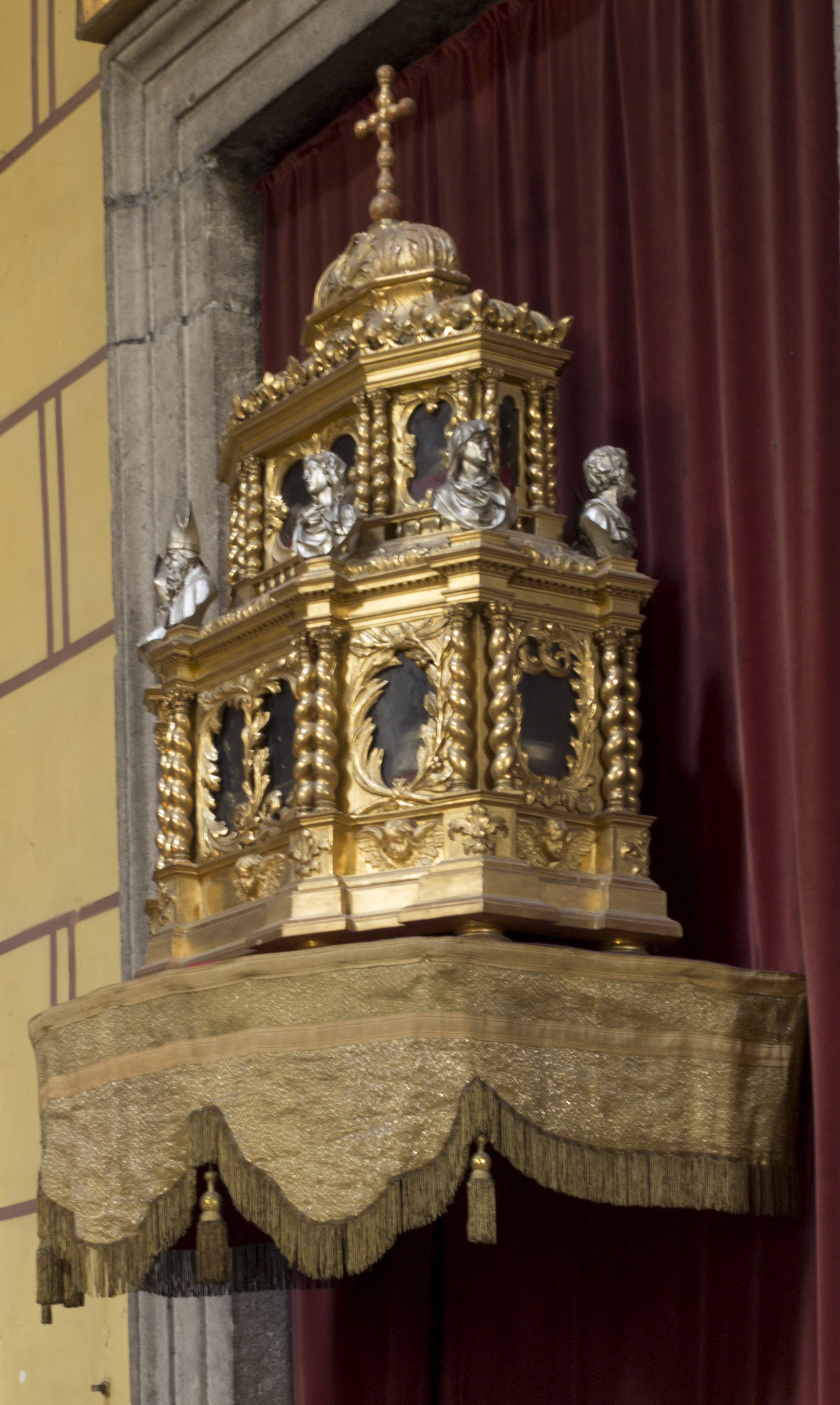
Reliquaire (PM69001865).
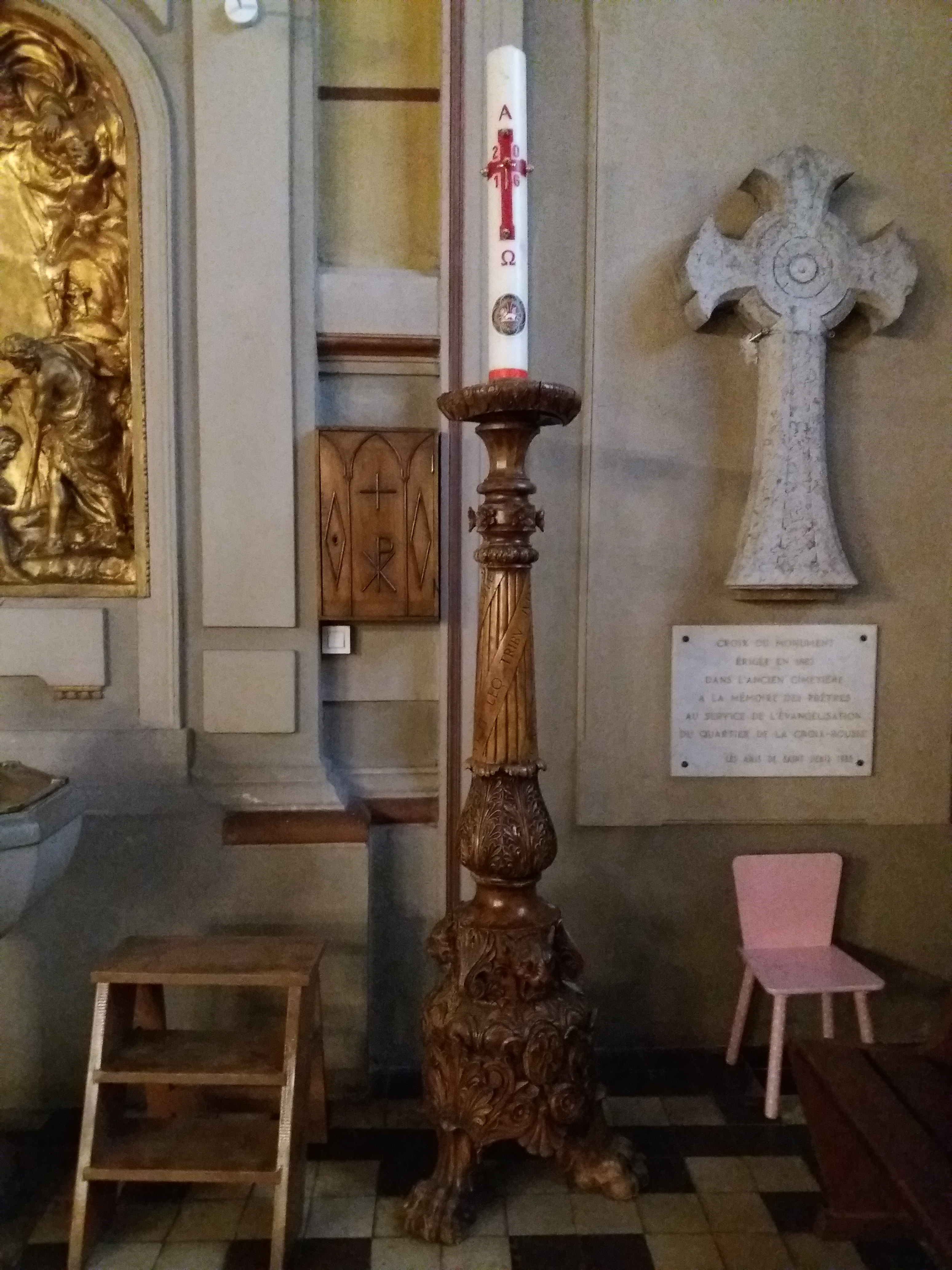
Chandelier pascal (PM69001863).

### Autres éléments
Dans le chœur, les voûtes semi-sphériques contiennent trois peintures murales d'Auguste Perrodin, ancien collaborateur de Eugène Viollet-le-Duc. Au centre, le Christ bénissant est assis dans sa gloire, avec à sa droite saint Paul, saint Denis, Rustique et Éleuthère, et à sa gauche des martyrs lyonnais. La voûte à gauche montre l'Apparition du Sacré-Cœur à Marguerite-Marie Alacoque. La voûte à droite, saint Dominique recevant le Rosaire des mains de la Vierge, avec sainte Catherine de Sienne en extase devant l’Enfant Jésus.

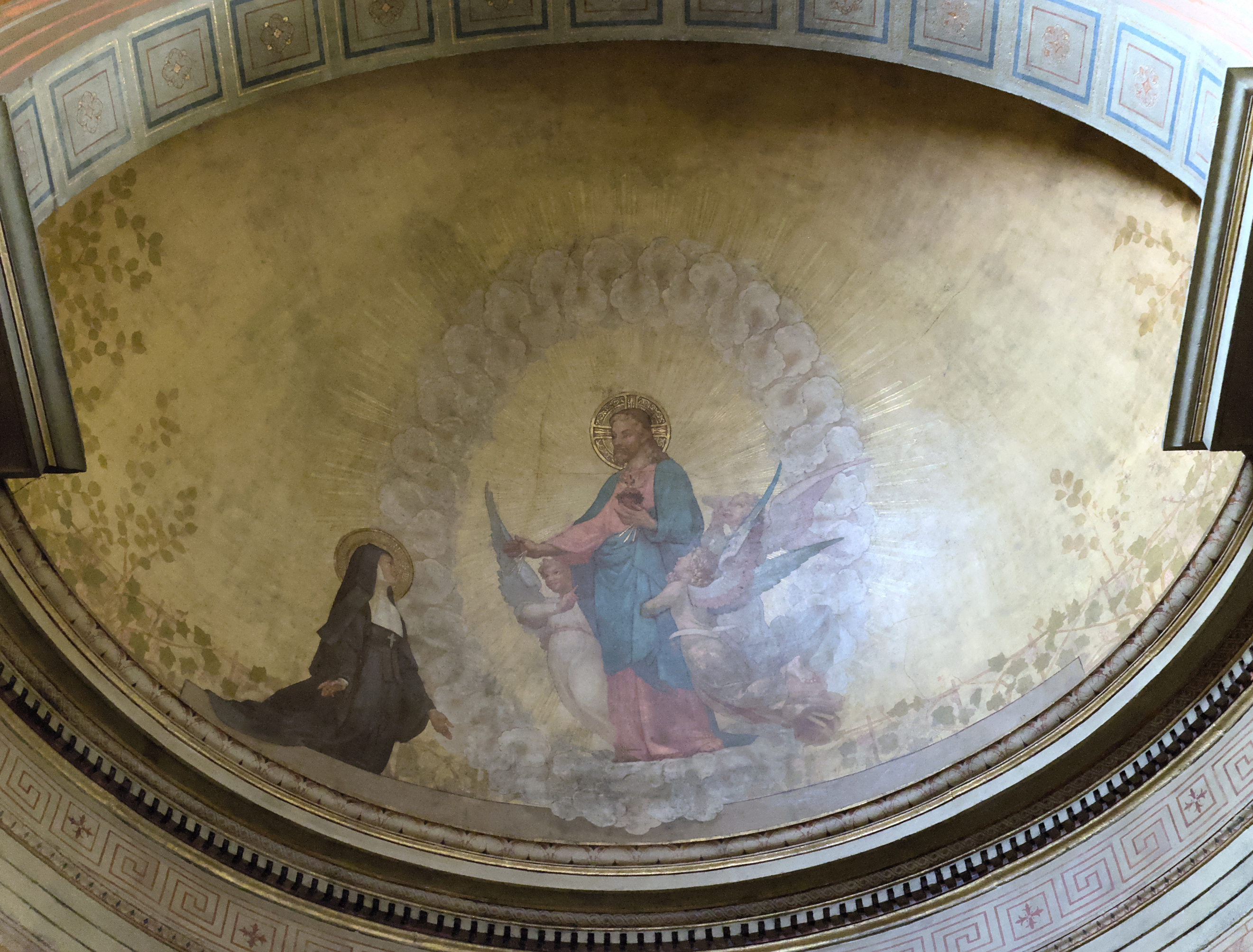
Apparition du Sacré-Cœur à Marguerite-Marie Alacoque
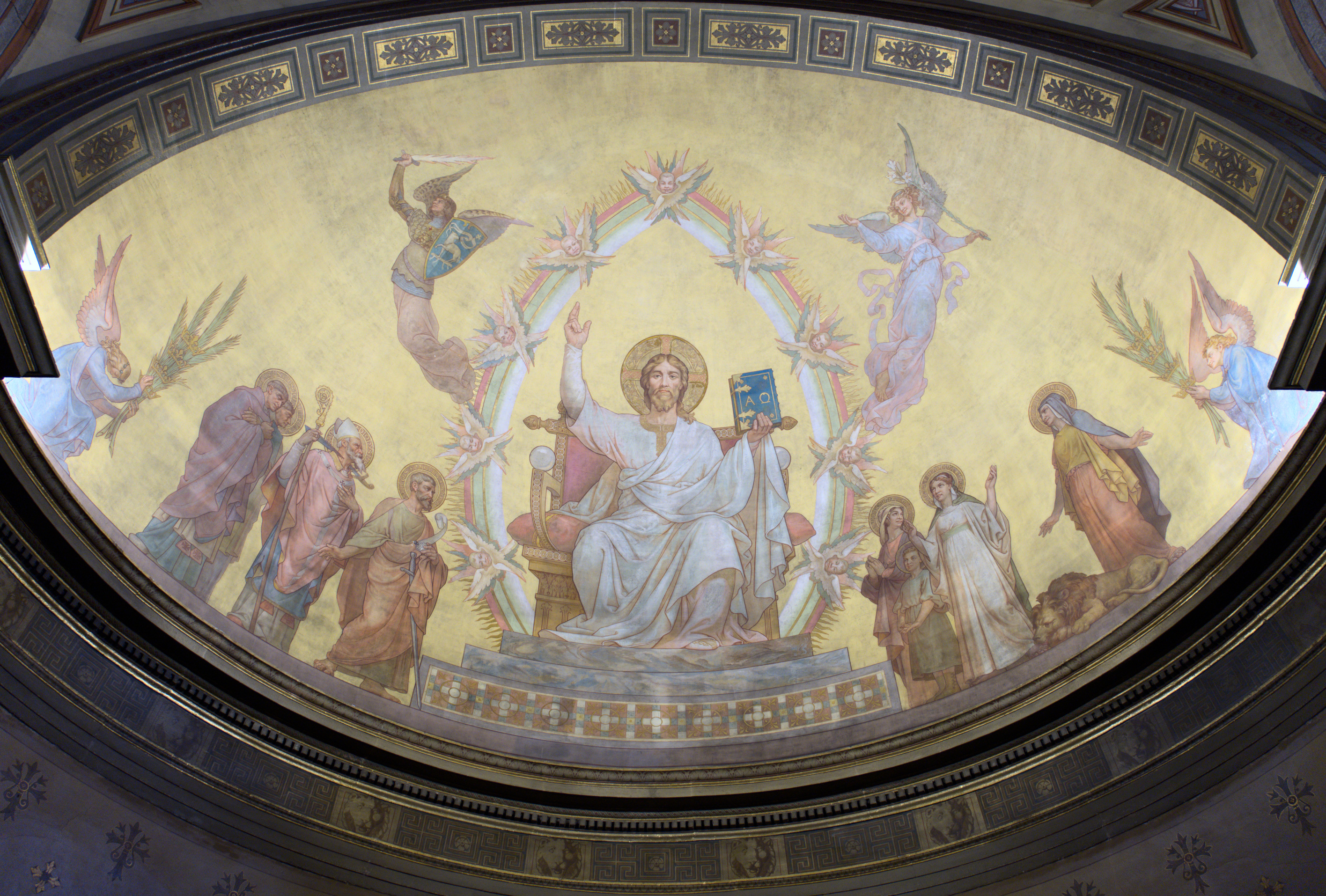
Christ bénissant
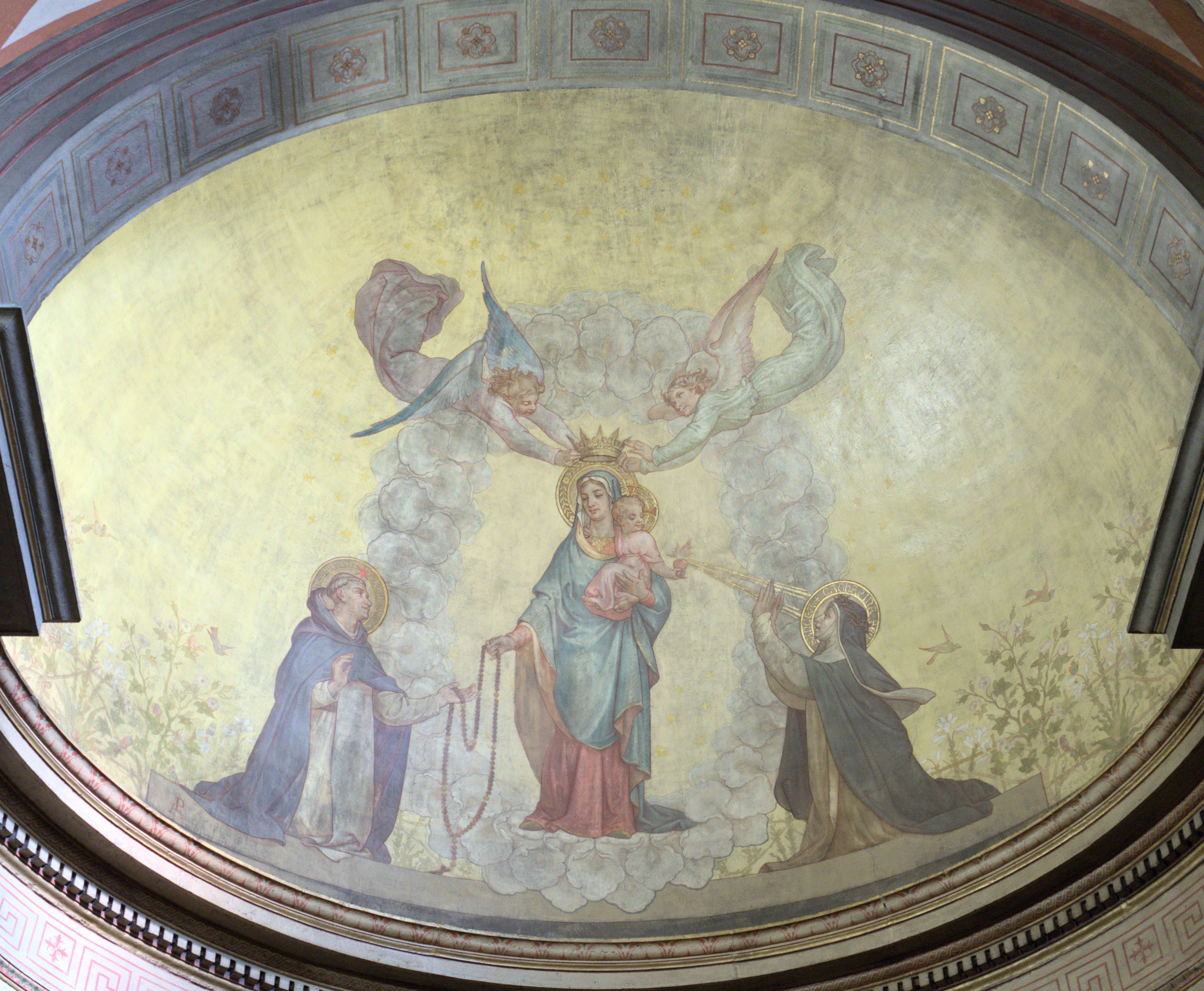
Saint Dominique recevant le Rosaire des mains de la Vierge

## Protection de l'édifice
L'église fait l’objet d’une inscription au titre des monuments historiques depuis le 20 mai 1986.

## Accès à l'église
- V  Ce site est desservi par la station Vélo'v de : Hénon

- Ce site est desservi par la station de métro Hénon.
- Il est également desservi par les lignes de bus C13 S4/2